# Gran Premi de Pescara del 1957
Resultats del Gran Premi de Pescara de la temporada 1957 de Fórmula 1, disputat al circuit de Pescara, Itàlia el 18 d'agost del 1957.

## Resultats
| Posició | Número | Pilot              | Equip           | Voltes | Temps/Retirada    | Posició de sortida | Punts |
| ------- | ------ | ------------------ | --------------- | ------ | ----------------- | ------------------ | ----- |
| 1       | 26     | Stirling Moss      | Vanwall         | 18     | 2h 59' 23. 3      | 2                  | 9     |
| 2       | 2      | Juan Manuel Fangio | Maserati        | 18     | + 3' 13.9 min.    | 1                  | 6     |
| 3       | 6      | Harry Schell       | Maserati        | 18     | + 6' 46.8 min.    | 5                  | 4     |
| 4       | 14     | Masten Gregory     | Maserati        | 18     | + 8' 16.5 min.    | 7                  | 3     |
| 5       | 30     | Stuart Lewis-Evans | Vanwall         | 17     | + 1 Volta         | 8                  | 2     |
| 6       | 8      | Giorgio Scarlatti  | Maserati        | 17     | + 1 Volta         | 10                 |       |
| 7       | 24     | Jack Brabham       | Cooper - Climax | 15     | + 3 Voltes        | 16                 |       |
| Ret     | 34     | Luigi Musso        | Ferrari         | 9      | Pèrdua d'oli      | 3                  |       |
| Ret     | 10     | Paco Godia         | Maserati        | 9      | Motor             | 12                 |       |
| Ret     | 20     | Bruce Halford      | Maserati        | 9      | Transmissió       | 14                 |       |
| Ret     | 16     | Jo Bonnier         | Maserati        | 7      | Escalfament motor | 9                  |       |
| Ret     | 4      | Jean Behra         | Maserati        | 3      | Pèrdua d'oli      | 4                  |       |
| Ret     | 22     | Roy Salvadori      | Cooper - Climax | 3      | Accident          | 15                 |       |
| Ret     | 28     | Tony Brooks        | Vanwall         | 1      | Motor             | 6                  |       |
| Ret     | 18     | Horace Gould       | Maserati        | 0      | Accident          | 11                 |       |
| Ret     | 12     | Luigi Piotti       | Maserati        | 0      | Motor             | 13                 |       |

## Altres
- Volta ràpida: Stirling Moss 9' 44. 6 (a la volta 9)
- Pole: Juan Manuel Fangio 9' 44. 6